# 1558
1558 (MDLVIII) var ett normalår som började en lördag i den julianska kalendern.

## Händelser

### Januari
- 28 januari – Ivan IV av Ryssland anfaller Livland och inleder därmed Livländska kriget.

### Februari
- Februari – Gustav Vasa utfärdar en bestämmelse om att ekträd skall vara reserverade för den svenska flottan och inte får avverkas för något annat ändamål. Detta kommer att skapa motsättningar mellan regering och allmoge i århundraden och leda till att eken blir ett av Sveriges mest hatade träd.

### Mars
- 8 mars – Björneborg i Finland får stadsprivilegium.

### Maj
- 3 maj – Tyska S:ta Gertruds församling bildas i Stockholm
- 19 maj – Portugal ockuperar Malé.[1]

### November
- 17 november – Vid den katolska Maria I:s död efterträds hon som regerande drottning av England och Irland av sin protestantiska halvsyster Elisabet I. Då Marias äktenskap med Filip II av Spanien genom hennes död upplöses upphör också hans innehav av titlarna kung av England och Irland.

### December
- 3 december – Det så kallade Gensvaret, Gustav Vasas och biskop Peder Swarts svar på Den danska rimkrönikan, ges ut.[2]

### Okänt datum
- Hertig Erik (XIV) inleder giftermålsförhandlingar med drottning Elisabet av England.
- Liturgia eller Then Svenska Messordning, en ny mässordning på både latin och svenska, trycks.
- Novellsamlingen Heptameron utges.
- Hertig Erik bosätter sig på Kalmar slott.
- Jöran Persson, prästson med utländska universitetsstudier, blir kunglig sekreterare.
- Den italienske filosofen och naturvetaren Giambattista della Porta ger ut boken Magiae naturalis sive de miraculis rerum naturalium.
- John Knox publicerar The First Blast of the Trumpet Against the Monstruous Regiment of Women mot de kvinnliga regenterna Maria I av England, Maria av Guise och Maria Stuart.

## Födda
- Thomas Lodge, engelsk författare.
- Februari – Hendrick Goltzius, nederländsk kopparstickare, träsnidare och konstnär.

## Avlidna
- 25 mars – Marcos de Niza, fransk franciskanermunk och upptäcktsresande.
- 21 september – Karl V, tysk-romersk kejsare 1519–1556.
- 17 november
  - Maria I, känd som Maria den blodiga, regerande drottning av England och Irland sedan 1553.
  - Reginald Pole, engelsk kardinal.
- 18 oktober – Maria av Habsburg, drottning av Ungern och ståthållare i Nederländerna.
- Johann Kohlros, tysk psalmförfattare.
- Cassandra Fedele, italiensk författare.

### Fotnoter
1. ↑  World Statesmen (läst 4 april 2011)
2. ↑  Nelson, Axel (1921). ”Peder Swarts Gensvar 1558. Ett bidrag till kännedomen om 1500-talets svenska politiska litteratur”. Uppsala universitetsbiblioteks minnesskrift 1621-1921. Uppsala: Almqvist & Wiksell. sid. 148. https://openlibrary.org/books/OL23370746M/Uppsala_universitets_biblioteks_minnesskrift_1621-1921_med_bidrag_av_bibliotekets_forna_och_nuvarand